# لي شانج كين
لي شانج كين (30 أغسطس 1993 ببوسان في كوريا الجنوبية - ) هو لاعب كرة قدم كوري جنوبي في مركز حراسة المرمى. شارك مع منتخب كوريا الجنوبية تحت 20 سنة لكرة القدم. أما مع النوادي، فقد لعب مع نادي بوسان أي بارك.

## وصلات خارجية
- لي شانج كين على موقع دوري كوريا الجنوبية (الإنجليزية)
- لي شانج كين على موقع إي إس بي إن إف سي (الإنجليزية)
- لي شانج كين على موقع قاعدة بيانات كرة القدم.إي يو (الإنجليزية)
- لي شانج كين على موقع Soccerway.com (الإنجليزية)
- لي شانج كين على موقع أوليمبيديا (الإنجليزية)